# Västerås-Barkarö kyrka
Västerås-Barkarö kyrka är en kyrkobyggnad som tillhör Västerås-Barkarö församling i Västerås stift. Kyrkan ligger i Barkarö, nästan en mil sydväst om centrala Västerås. 
Kyrkan invigdes omkring år 1200 men har sedan dess förändrats flera gånger. Bland annat efter en förödande brand 1771 som utöver delar av kyrkan också brände ner nästan hela kyrkbyn. Kyrkans interiör har till stor del kommit till under 1900-talet, men äldre spår finns i bland annat de medeltida valven och predikstolen från 1600-talet.
Under branden smälte kyrkans tre klockor, varav en enligt sin inskription var från år 1091, vilket skulle göra den till Sveriges äldsta daterade kyrkklocka. Uppgiften har dock ifrågasatts.
Från kyrkogårdens västra ingång leder en lindallé fram till en före detta prästgård som numera är församlingshem.

## Historia

### Tillkomst och tillbyggnader under medeltiden
En tidigare träkyrka med okänt utseende kan ha funnits på platsen. Nuvarande stenkyrka anses vara byggd under senare delen av 1100-talet eller i början av 1200-talet. Troligen hade den en romansk form och bestod från början av ett långhus med smalare, eventuellt absidförsett kor. Det fanns ett ursprungligt torn i väst, men kyrkklockorna hängde i en klockstapel på kyrkogården.
Troligen i början av 1300-talet förlängdes kyrkans långhus åt öster med en tredjedel. Det ursprungliga koret ersattes då av ett kor med samma bredd som långhuset. I samma skede tillkom sakristian, som redan från början hade ett kryssvalv. I slutet av medeltiden, på 1400-talet, uppfördes ett vapenhus i söder och troligtvis vid samma tid ersattes kyrkans tidigare tunnvalv i trä med ett stjärnvalv i koret och två kryssvalv i västra delen av långhuset. Vid en inventering av taklaget hittades en medeltida ekbjälke i långhuset. Den är troligen från 1300-talet och kan vara en del av ett remstycke.

### Ombyggnader och tillbyggnader efter reformationen
Efter reformationen förföll kyrkan, och var enligt samtida protokoll i bedrövligt skick i mitten av 1600-talet. Sakristians murar var delvis inrasade, fönstren trasiga, jordgolvet hade blivit nedtrampat och kyrkorummets murar riskerade att falla samman. En insamling för kyrkans iståndsättande startade 1649 och omfattande reparationer av murar, valv och golv kunde snart inledas. En benkammare byggdes i vinkeln mellan tornet och vapenhuset, och en ny klockstapel uppfördes. 1678 rasade sydöstra hörnet av kyrktornet. Benkammaren och vapenhuset skadades. Tornet och vapenhuset reparerades så gott det gick och fick göra tjänst i ännu ett sekel. Kyrkans utseende efter denna reparation syns på Olof Graus avbildning i Beskrifning öfwer Wästmanland från 1754.
Åren 1765–1769 utökades kyrkan på grund av befolkningstillväxten. Ritningarna upprättades av överintendenten, Carl Johan Cronstedt, som var Fideikommissarie på Fullerö slott, i församlingen. Det gamla tornet revs och kyrkans långhus förlängdes åt väster, med ett klostervalv över den nya delen. Väster om det uppfördes ett nytt torn, dit kyrkklockorna flyttades från den gamla klockstapeln, som revs. Den befintliga takkonstruktionen bedöms vara från 1700-talet eller senare genom spåren av märkningar i virket och knutpunkter i takkonstruktionen.
I april 1771 drabbades kyrkbyn av en eldsvåda och elden kastades över till kyrkan där taket och det nya tornet förstördes. Alla tre kyrkklockorna smälte av hettan. Interiören klarade branden till viss del. Bland annat räddades predikstolen. I Inrikes tidningar från maj 1771 kan man läsa följande i en notis:
Under D. 29 nästl. April, middagstiden, timade den bedröfl händelsen, at Elden blef lös, under rätt häftigt Nord-Ost Wäder, i Barkarö Kyrkoby uti et halmtak, och i största hast kastade sig så omkring, at han innehslöt alla brunnar och källor, och fick altså fritt rasa fram både med och mot wädret, och lägga i aska utom en Stufwo-byggnad, en Lada och en liten Bod, 5 hela hemmans åbyggnad, 2:ne Fattig-Stufwor, 1 Back-stufwa, med dess små Uthus, Klockare-Husen, jemte Sockne-Stufwan, Kyrkan, som war nära dertil belägen, blef slutel. Antänd; dess, så wäl som Sakristugans och Wapenhus-Taken afbrände, Fönstren utfallne, hela Torn-resningen förstörd, alla 3 klockor nedsmälte, (ibland hwilka en största war gjuten 1091, som för dess ålder skull här nämnes,) och Muren genom flere sprickor sprängd. Åndtel. trängde sig Elden in i kyrkan, Läktaren samt Sacristugan, men blef dämpad, at Innanredet til största delen är behållit och hwalfwen ännu stående. Reserve-Boden med några Tunnor af de Fattigas Mjöl och Kyrkan tilhörige saker, gick med det redan nämnde up i rök. Detta bedröfwel. olycks-fall, upwäcker så mycket större bekymmer hos alla Socknens Inwånare, som de äro få til antalet, och för 1½ år sedan, icke utan drygaste kostnad, ansenl. förbättradt och firadt Kyrkan med prydligt Torn för Klockorna, och tilökning af 12 a 13 alnar i längden; hwarigenom de ännu häfta för stor skuld.
Kyrkan sattes åter i stånd av landshövdingen i Gävle, Fredrik Adolf Ulrik Cronstedt, son till Carl Johan Cronstedt.

### 1800-talets och 1900-talets ombyggnader
Kyrkans exteriör har i stort sett bevarats sedan 1770-talet. En ut- och invändig restaurering genomfördes 1867 då det medeltida vapenhuset revs och nuvarande fönster tillkom. Kyrkorummets slutna bänkinredning ersattes med öppna bänkar. Predikstol och altare målades i vitt och guld. Altartavlan ersattes med ett förgyllt träkors. 1875 ersattes långhustakets spåntäckning med falsad järnplåt och tornet fick sitt nuvarande pyramidtak. 1947 genomfördes en omfattande restaurering under ledning av arkitekten Sven Söderholm. Väggar och valv reparerades och interiören omkalkades. Predikstolens övermålning togs bort, sluten bänkinredning återinfördes och hela interiören fick ny färgsättning.
Vid en restaurering 1978 belades yttertaken med kopparplåt som ersatte den hundra år gamla beläggningen av järnplåt. Koret omgestaltades och när man grävde ut dess grund upptäcktes en gammal vinkällare som troligen varit inrymd i en ännu äldre gravkammare. Man fann även grunden till ett medeltida altare. Ett nytt kalkstensgolv lades in i koret och utrymmet under koret fylldes igen med sand. Ett nytt altare murades på det medeltida altarets plats och den gamla altarringen ersattes av moderna knäfallsanordningar. I sakristian lades ett nytt trägolv in och en gravkammare under sakristian fylldes igen med sand. Sakristian fick ny inredning, och bekvämligheter inrättades i vapenhuset. Vidare togs en trappa upp från vapenhuset till orgelläktaren.

## Kyrkobyggnaden
Västerås-Barkarö kyrka är en medeltida salkyrka bestående av ett långhus med rakt avslutat kor i öster och kyrktorn i väster. Norr om koret finns en vidbyggd sakristia. Små, rundade trapptorn finns i vinklarna mellan långhuset och tornet. Kyrkan är uppförd i natursten och har spritputsade, ljust ockragula fasader som genombryts av rundbågiga fönster. Långhuset täcks av ett valmat, kopparklätt sadeltak medan tornet täcks av ett kopparklätt pyramidtak. Kyrkans ingång ligger i väster och går genom vapenhuset i tornets bottenvåning.
Över det enskeppiga kyrkorummet finns fyra valv i tegel. Det över koret är ett stjärnvalv medan de övriga är kryssvalv. Även över sakristian finns ett kryssvalv. Koret är upphöjt och belagt med kalksten, medan kyrkans mittgång har tegelgolv. I väst finns en orgelläktare med marmorerad barriär i grågrönt, vilket går igen både på predikstolen och på gavlarna på de slutna bänkarna. Altaret är tillverkat i sten och över det finns ett fönster med glasmålningar av Yngve Lundström från 1925 som har högt konstnärligt värde. Det är indelat i 36 rektangulära fält, som innehåller kristna symboler. Överst finns en stjärna och under Den Helige Andes duva och en kalk med en oblat.

## Inventarier
- I vapenhuset förvaras cuppan till en dopfunt från 1100-talet.[1]
- Nuvarande dopfunt av röd granit är tillverkad av Erik Sand och har en inskription som lyder: ”Jesus sade: Låten barnen komma till mig – Guds rike hör sådana till”. Till funten hör ett dopfat av mässing. Dopfunten och dopfatet tillkom vid 1947 års restaurering.[1]
- Krucifixet är tillverkat 1947 av Filip Pettersson från Rytterne. Förebilden är ett medeltida processionskrucifix.[1]
- Korets ljuskrona av kristall donerades av släkten Cronstedt. Kyrkans övriga ljuskronor donerades på 1600-talet av kyrkoherde Nicolaus Magni Byringius.[4]
- Predikstolen i tidig barockstil byggdes åren 1661-1662[1] och är troligtvis tillverkad av Erik Nilsson från Fläckebo. På dess korg har det tidigare funnits skulpturer.[6]
- Orgeln med tolv stämmor byggdes ursprungligen 1867 av Frans Andersson, men blev ombyggd och utökad på 1940-talet av Hammarbergs Orgelbyggeri AB.[2]
- På norra väggen hänger en tavla som på 1800-talet fungerade som altartavla.[1] Den är troligtvis en kopia av en tavla av den flamländska konstnären Marten Pepyn från omkring 1602, som i dag finns på Nationalmuseum och föreställer Symeon i templet, med Jesusbarnet i sin famn.[7]
- Ett epitafium på södra väggen har tidigare suttit i Hamrånge kyrka, men kom i och med flytten till Barkarö omkring år 1900 att fungera som minnestavla över familjen von Schinkel, som ägde Tidö slott. Bilden i dess mitt visar hur profeten Elia blir matad av korpar intill Kerits bäckravin.[6]

### Sveriges äldsta kyrkklocka?
Enligt äldre källor fanns det en inskrift på en av de klockor som smälte ner vid kyrkobranden 1771 att den var från år 1091. Om det stämmer skulle det ha varit Sveriges – och en av världens – äldsta daterade kyrkklockor. Uppgifterna om klockans utseende är få, men tyder på att den hade en ovanlig, äldre form. Prästen och författaren Mats Åmark menade i en artikel i Fornvännen 1912 att det ”med all sannolikhet” var den äldsta kända daterade klockan i Sverige. I sitt verk Sveriges medeltida kyrkklockor från 1960 är samma författare mer skeptisk och skriver att inskriptionen kan ha blivit felskriven, felläst eller feltolkad. Men han menar ändå att klockan bör ha haft en hög ålder.
Av malmen från de tre klockorna som smälte i branden 1771 göts två nya av Gerhard Meyer året därpå. Storklockan, som väger 657 kg, har sedan blivit omgjuten ytterligare en gång, av K G Bergholtz år 1924. Den bär fortfarande den inskription som den äldsta klockan ska ha haft: ”Anno millesimo nonagesimo primo, hilp Maria”, på modern svenska: ”År ett tusen nittioett, hjälp Maria”.

## Bildgalleri

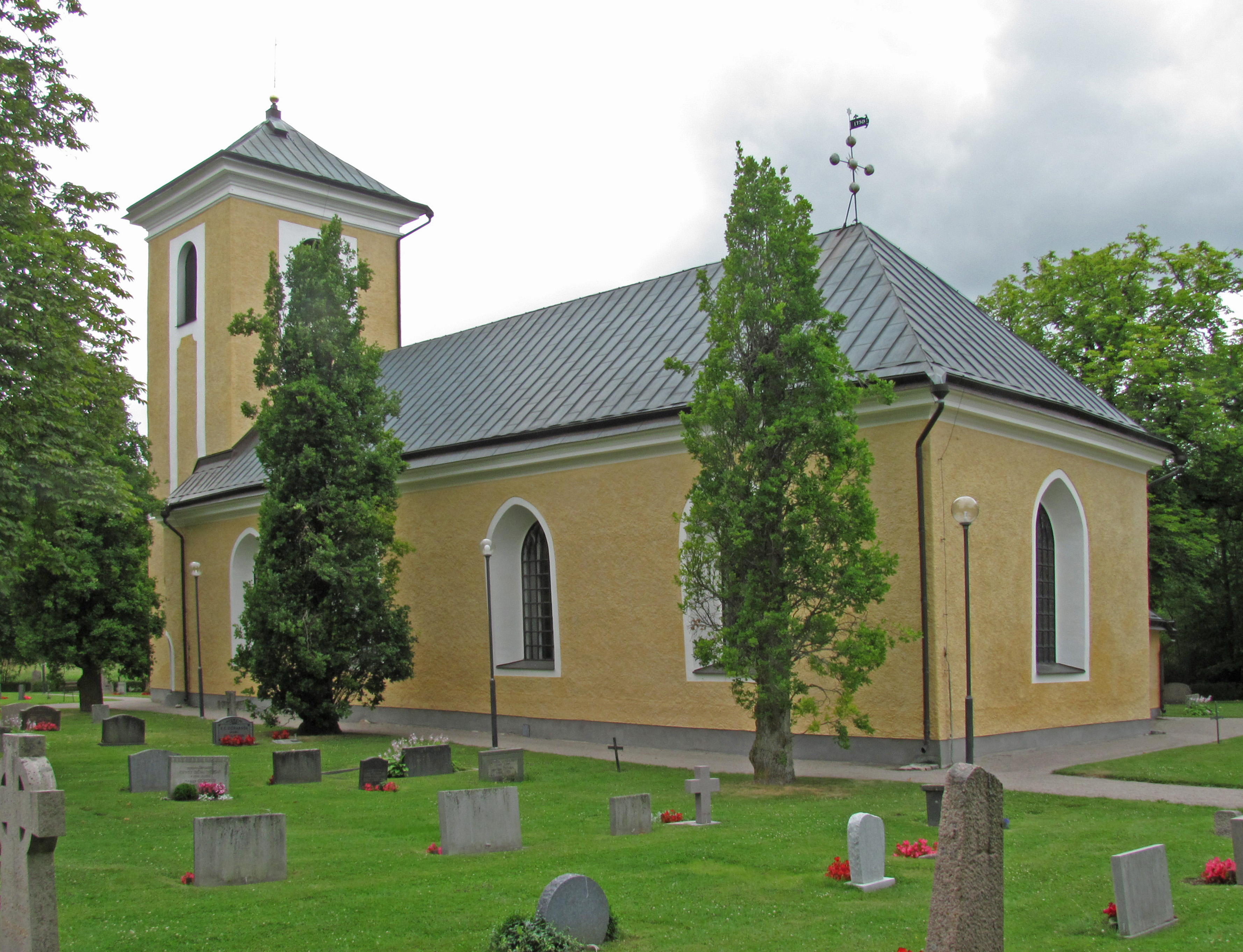
Västerås-Barkarö kyrka från sydost
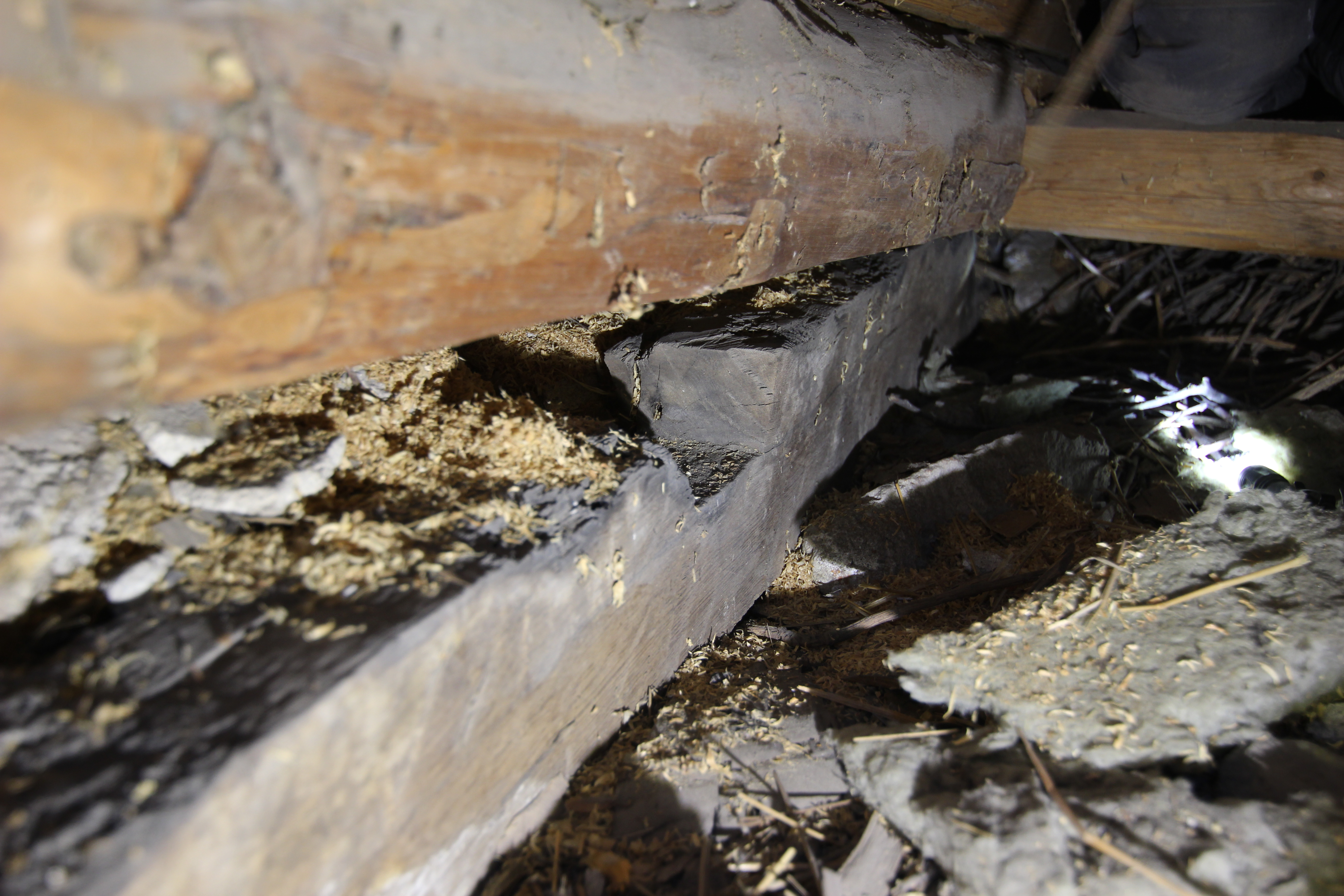
Medeltida ekbjälke i långhusets taklag.

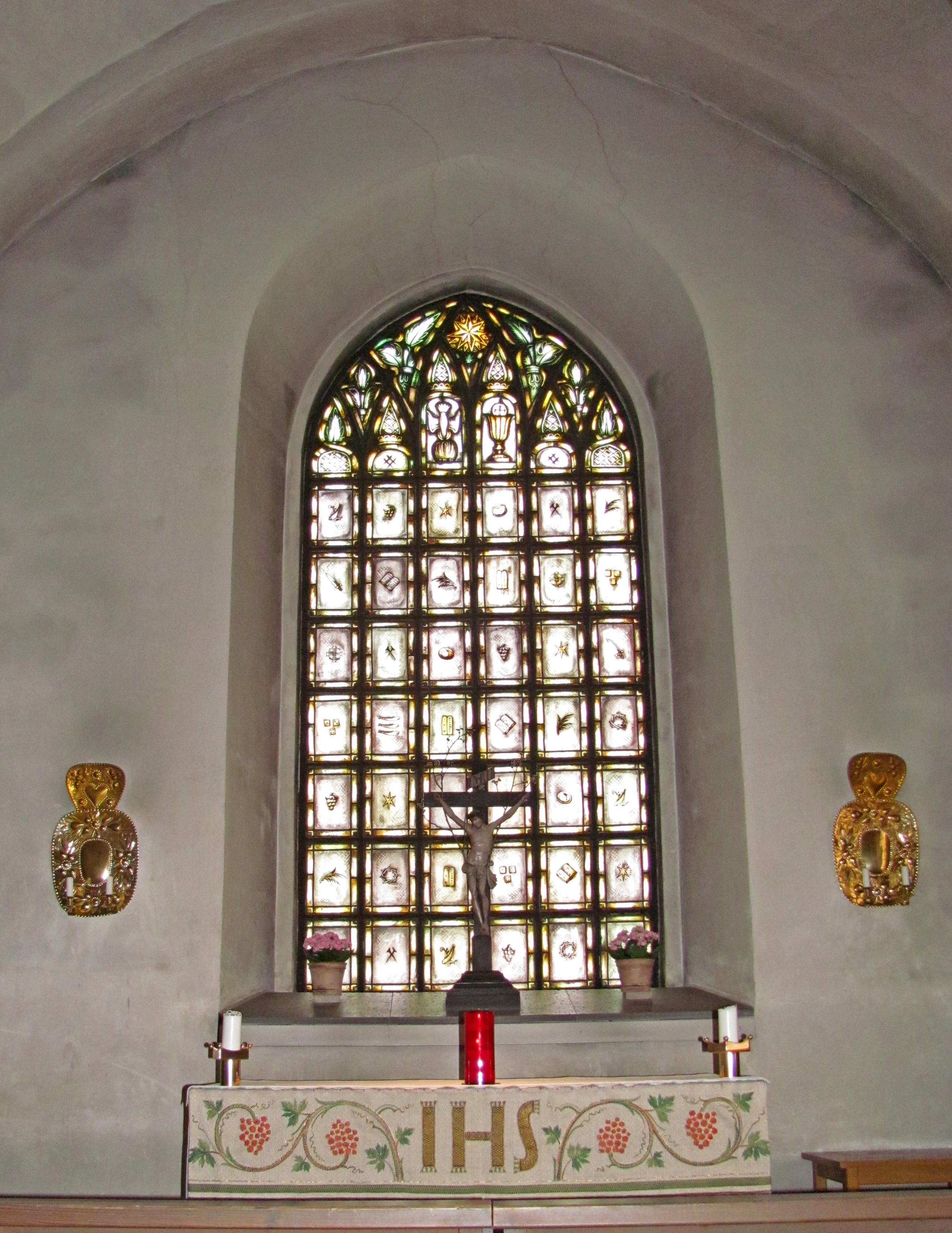
Altaret
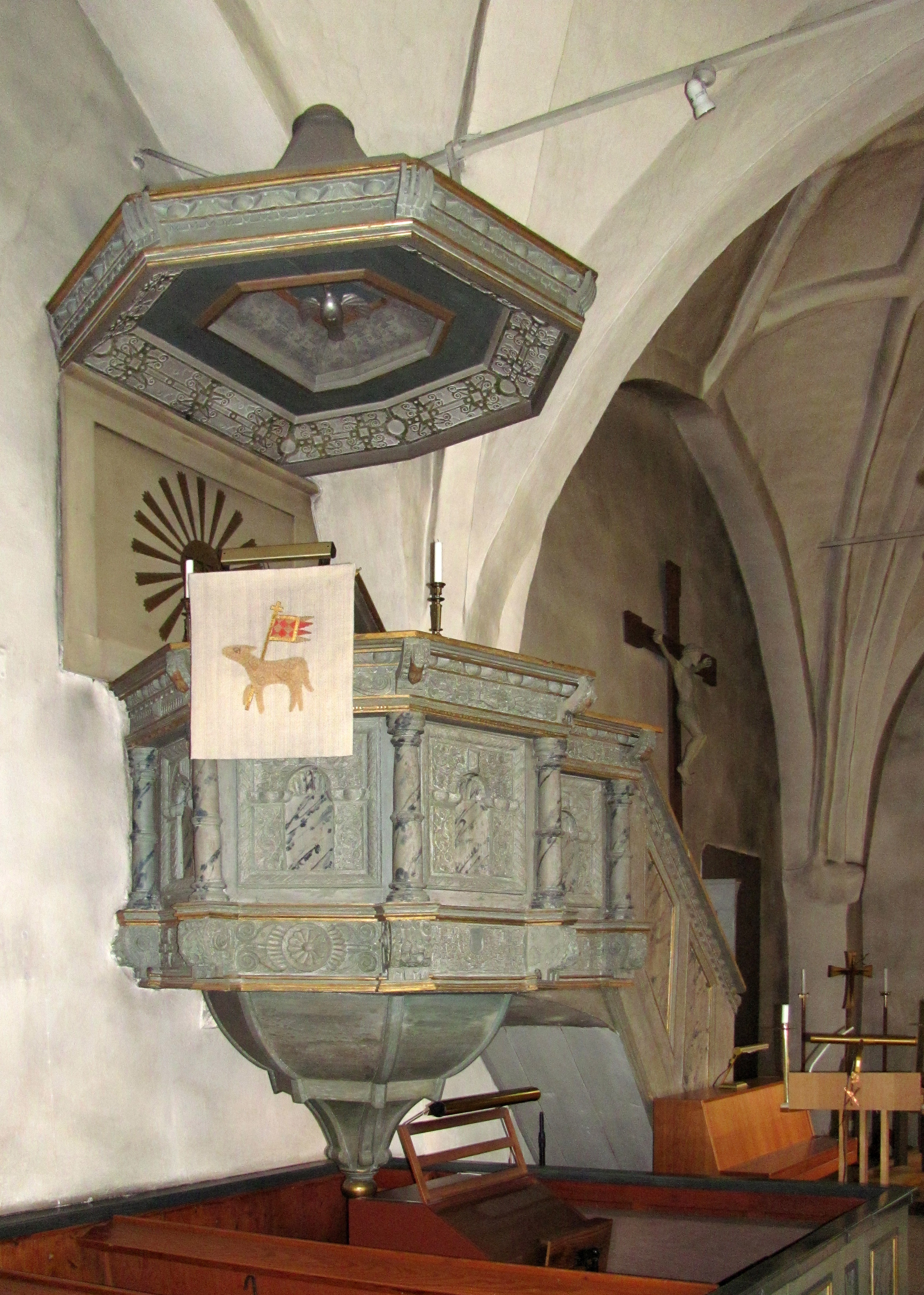
Predikstolen
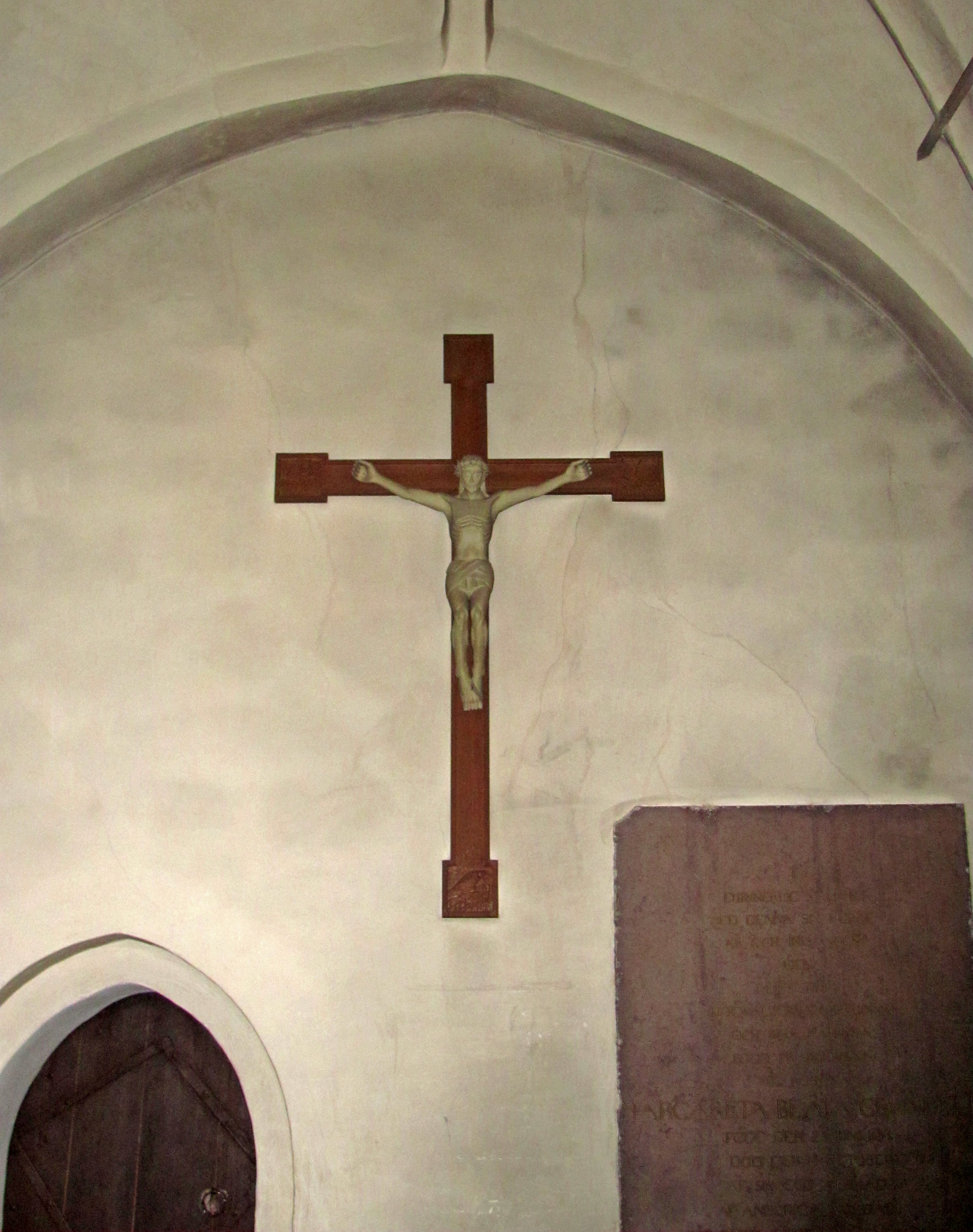
Krucifixet
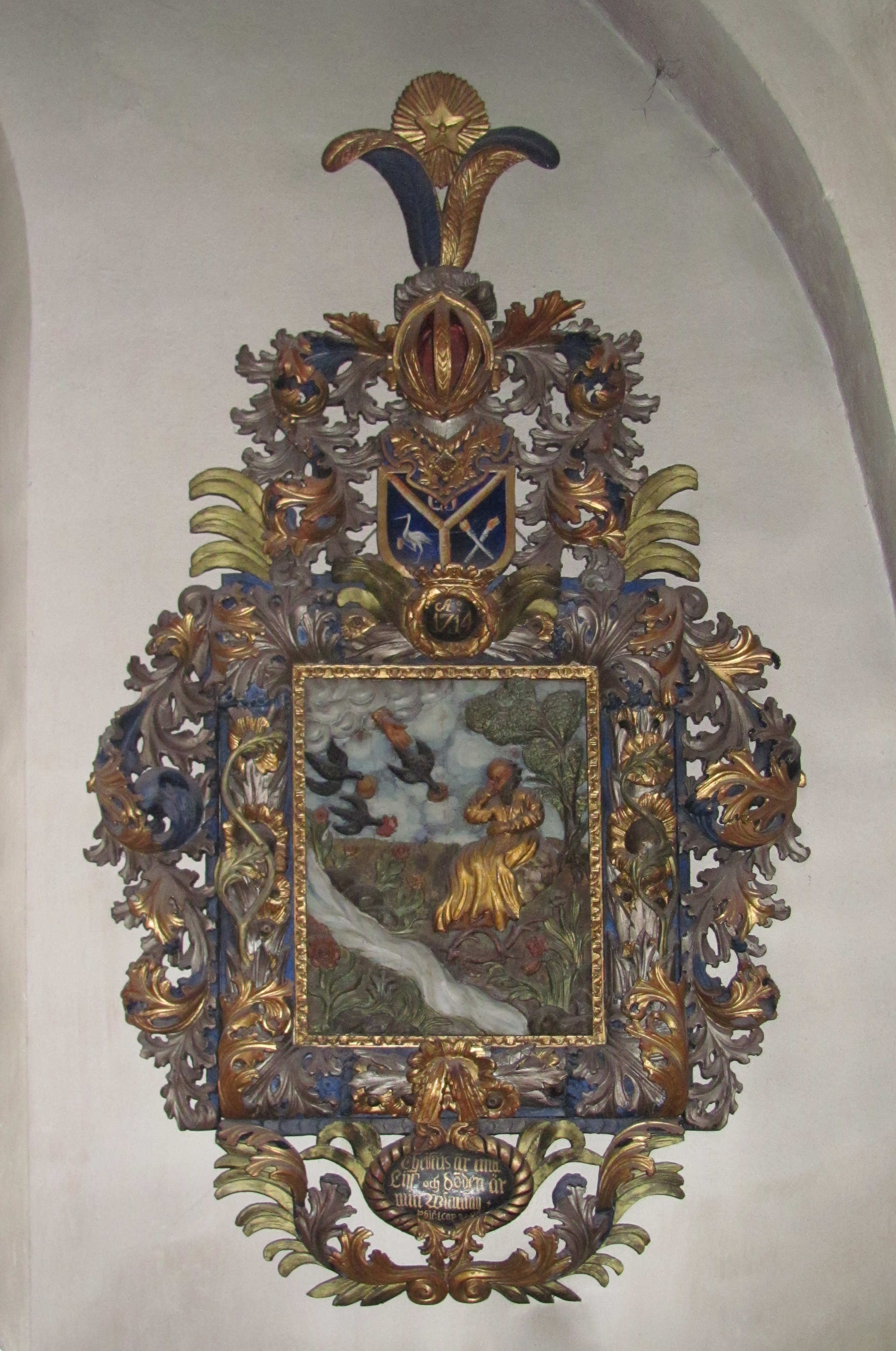
Epitafium över familjen von Schinkel med årtalet 1714 och texten "Christus är min liv och döden är min vinning".